# Вальдеговія
Вальдеговія, Гаубеа (ісп. Valdegovía, баск. Gaubea) — муніципалітет в Іспанії, у складі автономної спільноти Країна Басків, у провінції Алава. Населення — 1098 осіб (2009).
Муніципалітет розташований на відстані близько 280 км на північ від Мадрида, 34 км на захід від Віторії.
На території муніципалітету розташовані такі населені пункти: Астулес, Асебедо, Бачикабо, Барріо, Басабе, Боведа, Каранка, Міома, Корро, Еспехо, Фреснеда, Гінеа, Гурендес, Кехо, Каркаму, Нограро, Осма, Пінедо, Кінтанілья, Тобільяс, Туеста, Лаос, Лаластра, Рібера, Вільямардонес, Вальюерка, Бельйохін, Вільямадерне, Вільянаньє, Вільянуева-де-Вальдеговія (адміністративний центр).

## Демографія
Динаміка населення (INE ):

## Галерея зображень

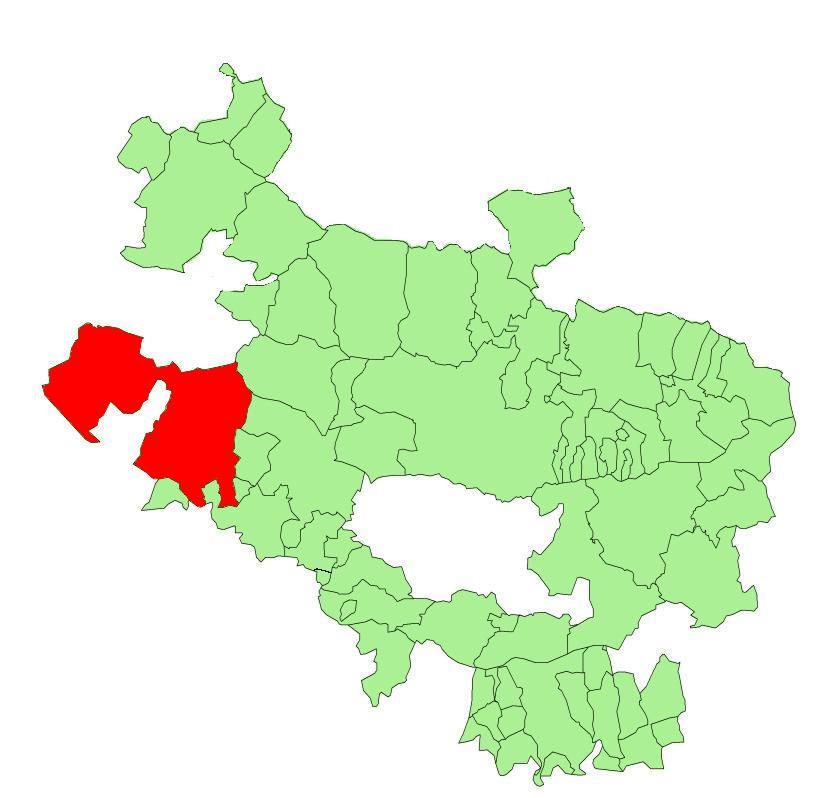
Розташування муніципалітету
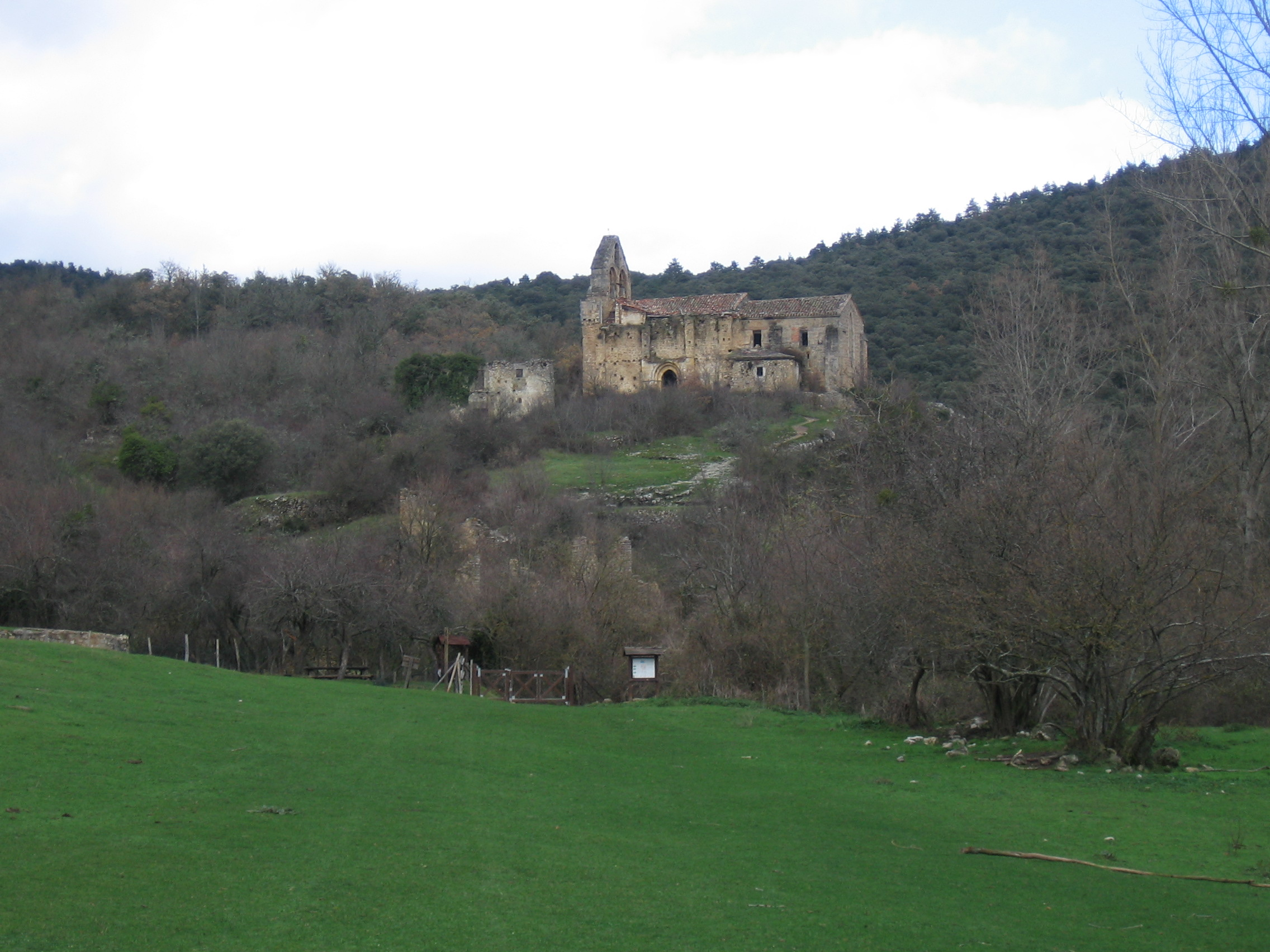
Церква Сан-Естебан, Рібера
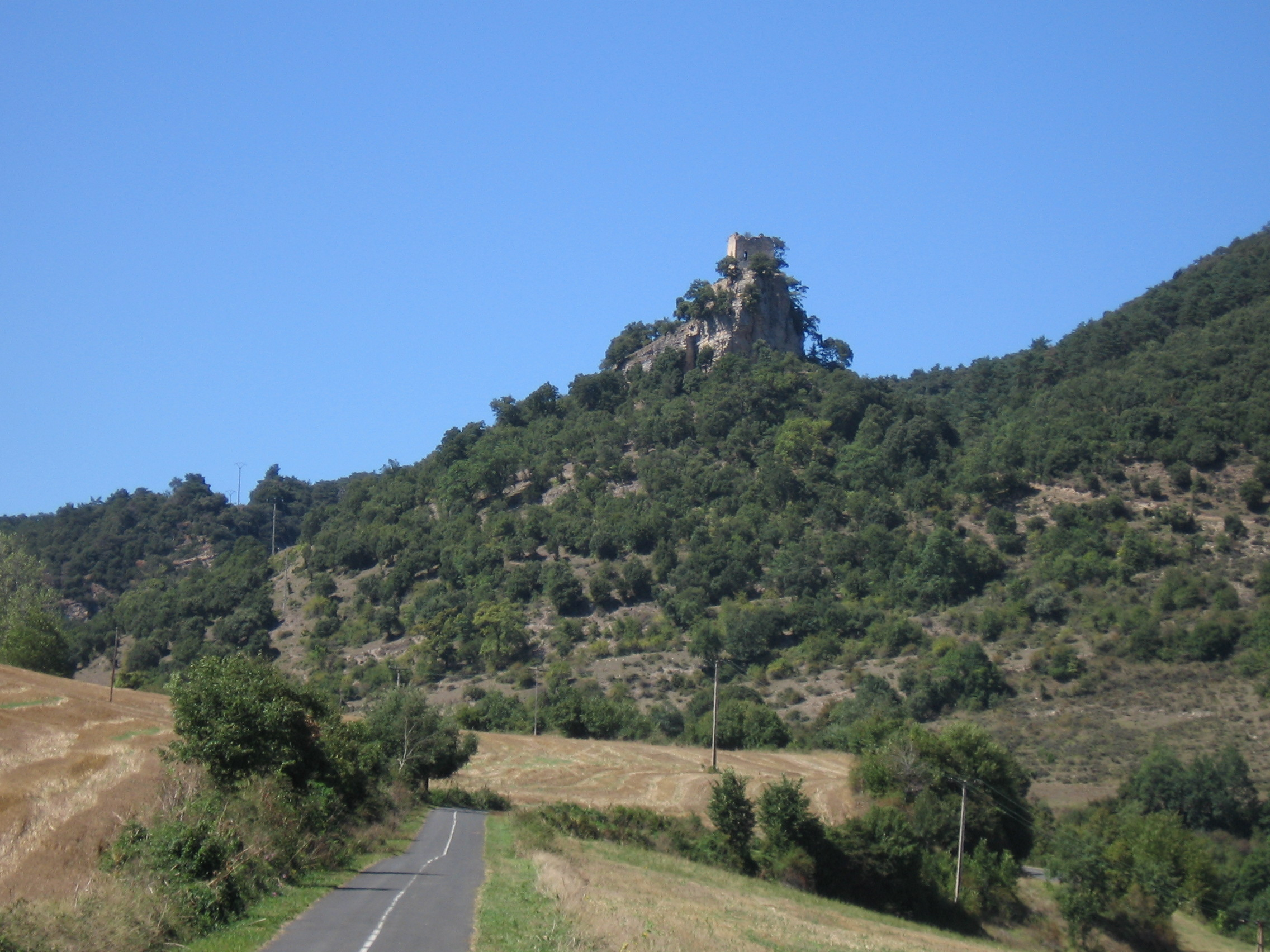
Середньовічний замок, Астулес
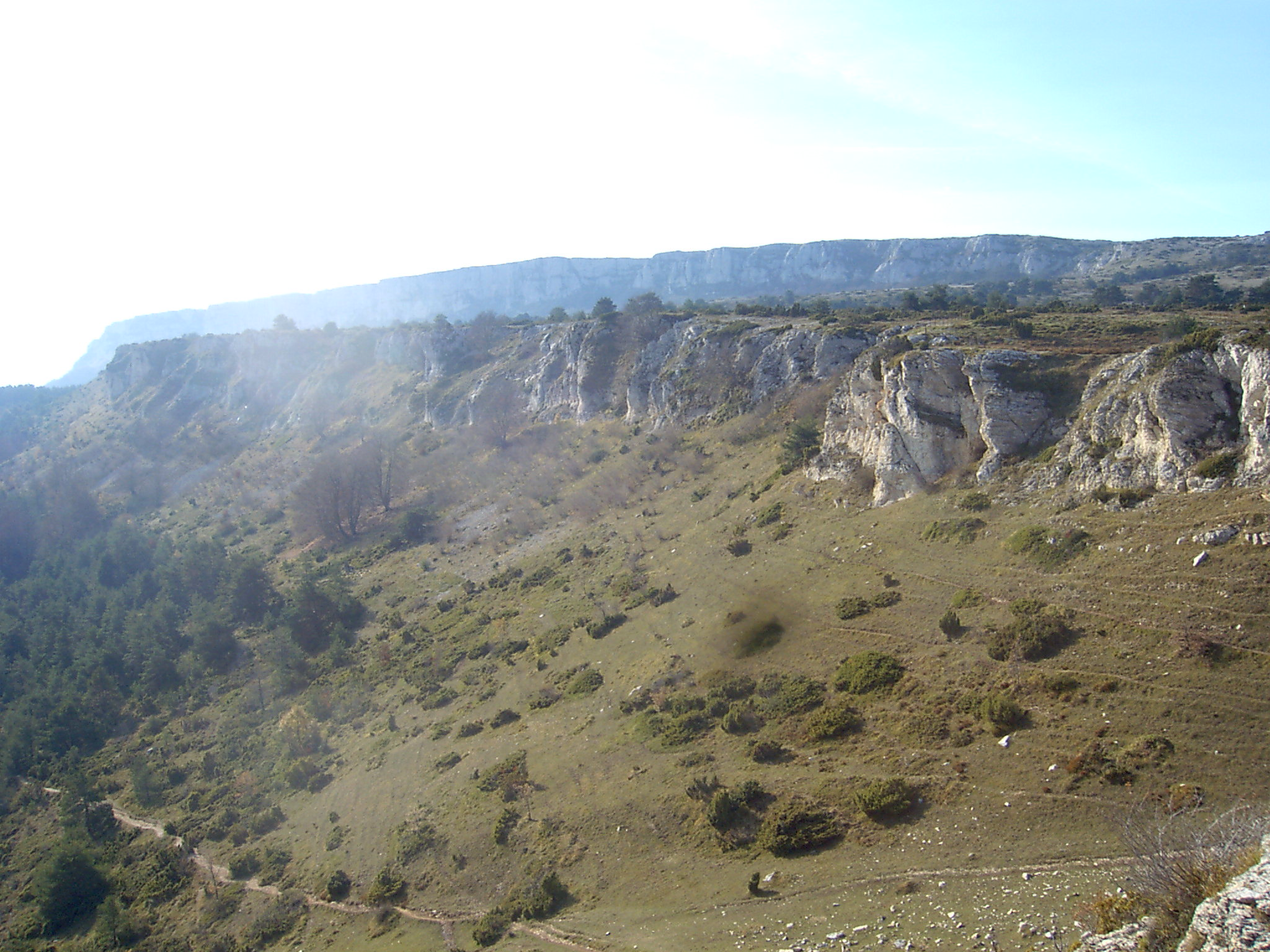
Природний парк Вальдерехо